# Ciclón Ingrid
El ciclón tropical severo Ingrid o ciclón Ingrid fue un ciclón tropical  que azotó el norte de Australia en marzo de 2005. La duodécima depresión tropical, la sexta tormenta nombrada, así como también el tercero ciclón tropical severo de la temporada de ciclones de la región australiana de 2004–05, 

## Historia meteorológica

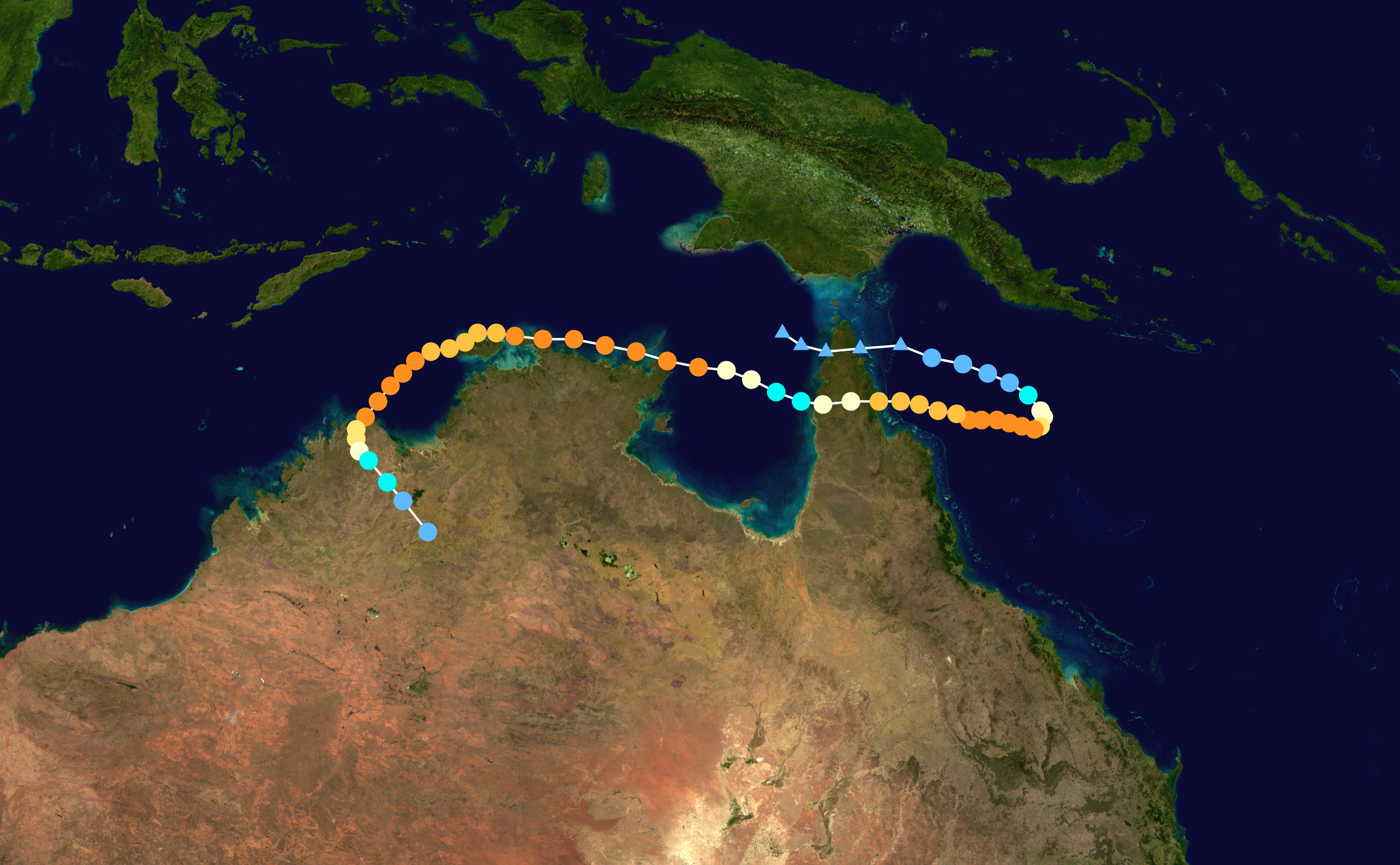
Mapa que traza la trayectoria y la intensidad de la tormenta, de acuerdo con la escala de huracanes de Saffir-Simpson

Originalmente un sistema de baja presión al norte del Golfo de Carpentaria, Ingrid se movió hacia el este y se convirtió en un ciclón tropical en el Mar del Coral el 6 de marzo de 2005. Un fuerte gradiente de presión se desarrolló rápidamente dentro del sistema mientras se dirigía hacia el oeste, lo que resultó en una calificación de categoría de 5 antes del 8 de marzo. El ojo, con ráfagas de viento muy destructivas de hasta 220 km/h (140 mph) en un radio de 20 km, alcanzó la costa norte del estado australiano de Queensland entre las 6:00am y las 9:00am del 10 de marzo de 2005 AEST, y golpeó la península de Cape York. Sin embargo, se degradó a una tormenta de categoría 2 cuando cruzó la península al norte de las ciudades de Coen y Lockhart River.
Después de pasar la ciudad de Weipa, Ingrid ganó fuerza una vez más mientras cruzaba el Golfo de Carpentaria hacia el Territorio del Norte. Golpeó la ciudad de Nhulunbuy como una tormenta de categoría 5. Cruzó la península de Cobourg en la madrugada del 13 de marzo en dirección oeste. Ingrid golpeó las islas Tiwi como una tormenta de categoría 4 y se trasladó al oeste hacia el mar de Timor, siendo degradada a categoría 3 debido al paso por tierra. Los vientos superaban los 205 km/h (125 mph). El 15 de marzo, Ingrid se acercó a la costa norte de la región de Kimberley en Australia Occidental como una tormenta de categoría 4 y poco después tocó tierra cerca de Kalumburu. Se debilitó rápidamente a medida que avanzaba tierra adentro, y pronto se disipó por completo.

## Preparaciones

### Australia

#### Queensland
En Far North Queensland, varios cientos de residentes, incluidos algunos aborígenes, fueron evacuados de áreas consideradas vulnerables a los refugios antes del 9 de marzo. Los turistas de los centros turísticos de Lizard Island y Cape Tribulation fueron evacuados el mismo día. Las comunidades locales a lo largo de la costa recibieron sacos de arena y materiales de socorro. Para reducir el daño de los árboles, los trabajadores cortaron numerosos árboles antes de la tormenta. Tres comunidades aborígenes, con una población total de 1.500, y la cercana Cooktown, hogar de 2.000 personas, se pusieron en espera para la evacuación. En Cairns, los funcionarios de emergencia almacenaron sacos de arena y se plantearon preocupaciones sobre el 20% de las 130.000 personas que viven en la ciudad que nunca han experimentado un ciclón en los últimos cinco años. En Lockhart River, aproximadamente 700 personas fueron evacuadas a refugios antes de la tormenta. En la costa occidental de Queensland, los residentes tomaron precauciones antes de que Ingrid se debilitara, ya que se declaró una "alerta de código azul".

#### Territorio del Norte
El 11 de marzo, los funcionarios del Territorio del Norte aconsejaron a los 4.000 residentes de Nhulunbuy que evacuaran a un terreno más alto. En Melville Island, 1.500 aborígenes fueron evacuados para refugiarse en toda la isla. Uno de los eventos locales más importantes, la final de fútbol australiano, fue cancelado debido a Ingrid. En Croker Island, 300 residentes fueron evacuados a refugios contra ciclones antes de la tormenta.

#### Australia occidental
En Kalumburu, los residentes de las zonas más vulnerables fueron evacuados a refugios.

## Impacto

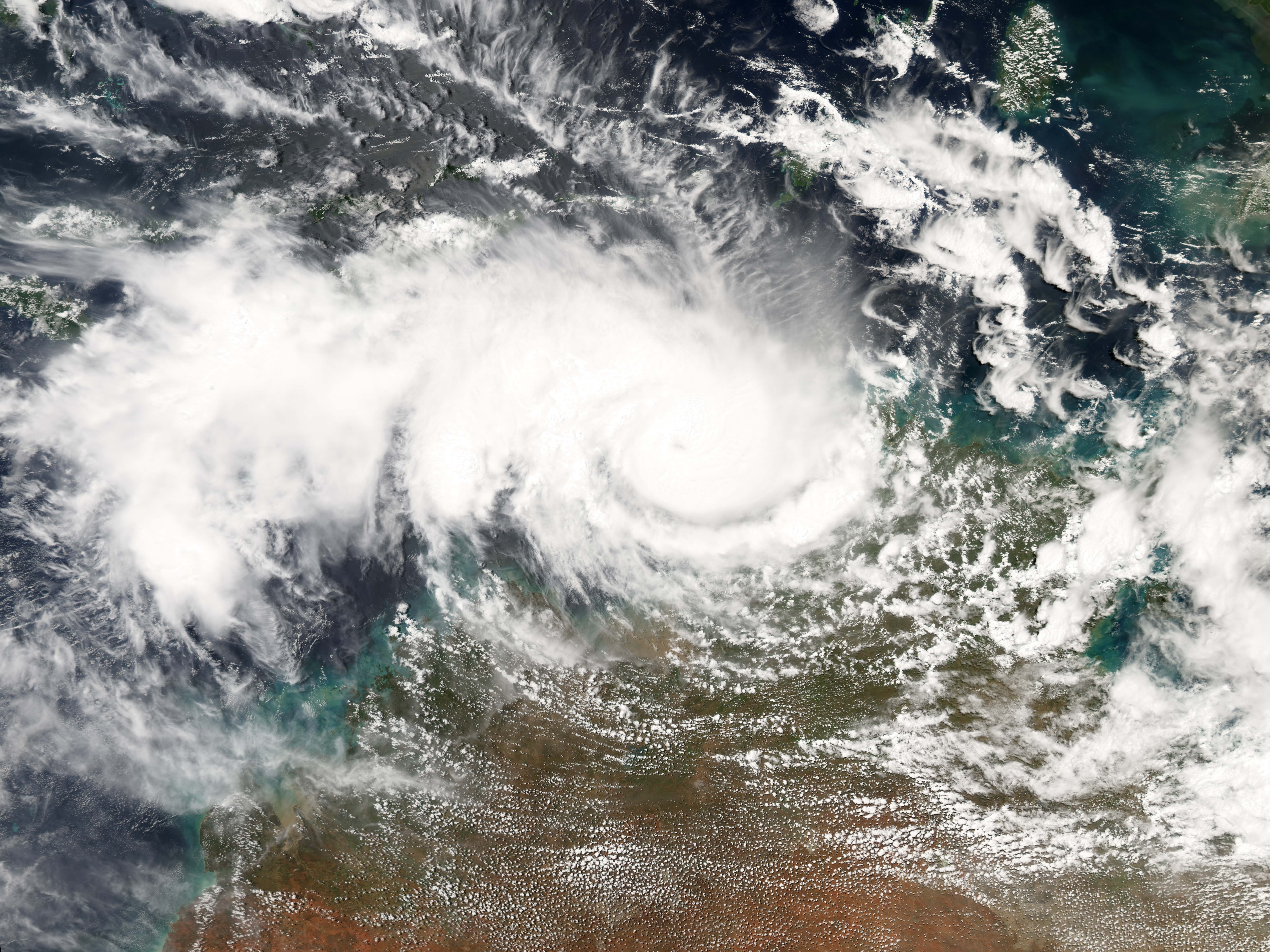
Ciclón Ingrid cerca de las islas Tiwi el 14 de marzo de 2006

### Papúa Nueva Guinea
El mar embravecido producido por el ciclón Ingrid volcó un barco frente a la costa de Papúa Nueva Guinea, matando a cinco de los trece ocupantes.

### Australia

#### Queensland
Los daños causados por la tormenta en Queensland ascendieron a 5,3 millones de dólares australianos (4,1 millones de dólares estadounidenses).

#### Territorio del Norte
Las comunidades aisladas a lo largo de la costa del Territorio del Norte sufrieron daños considerables y hubo inundaciones localizadas en las zonas costeras debido a las mareas altas. En Croker Island, 30 casas sufrieron daños, algunas de las cuales perdieron sus techos, se derribaron numerosos árboles, se cortó la electricidad en la mayoría de las residencias, se destruyeron completamente los automóviles y se dañaron numerosas carreteras. Casi todos los árboles de la isla fueron arrasados por ráfagas de viento de 290 km/h (180 mph). Según los informes, se destruyeron escuelas, además de varias viviendas. Gran parte de la infraestructura de las islas Tiwi se vio afectada, y algunas sufrieron daños consecuentes debido a la caída de árboles sobre edificios y vehículos. Los daños en las islas ascendieron a 5 millones de dólares australianos (3,9 millones de dólares estadounidenses). En todo el Territorio del Norte, Ingrid provocó daños adicionales por 10 millones de dólares australianos (6,4 millones de dólares estadounidenses). Darwin experimentó fuertes vientos y fuertes lluvias, pero solo se vio afectado por el borde sur del ciclón.

#### Australia occidental
La Gran Carretera del Norte se cerró entre Kununurra y Halls Creek por un período de 36 horas debido a las inundaciones. Una zona turística, conocida como "Bahía Lejana", al noreste de Kalumburu fue completamente destruida por la tormenta. Numerosos barcos se encontraron 100 m (330 pies) tierra adentro después de ser arrastrados por la marejada ciclónica. Numerosas casas se quedaron sin electricidad y suministro de agua, algunas sufrieron daños importantes en el techo y las graves inundaciones aislaron a algunas comunidades. Ingrid destruyó por completo grandes áreas de bosque.